# Морольон, Эмилио
Эмилио Морольон Эстебанес (исп. Delio Morollón Estébanez; 23 июля 1937, Мадрид — 17 февраля 1992, Вальядолид) — испанский футболист, игравший на позиции нападающего.

## Биография
Морольон прошёл путь от молодёжной команды «Вальядолида» до «Саламанки». В сезоне 1956/57 он дебютировал в основной команде «Саламанки», где провёл один сезон. Затем он перешёл в «Бехар», также отыграв там один сезон. В сезоне 1958/59 Морольон вернулся в родной клуб «Реал Вальядолид», где за шесть сезонов забил 90 голов в 185 матчах. Позже он подписал контракт с мадридским «Реалом», с которым стал чемпионом под руководством Мигеля Муньоса. В дальнейшем он играл за «Реал Сабадель», снова за «Реал Вальядолид» и «Понферрадину». В своём последнем сезоне 1967/68 он завершил карьеру в «Кастельоне», куда перешёл из «Понферрадины».
После выступлений за сборную Испании до 21 года в 1960 году, спустя три года Морольон дебютировал за основную сборную, сыграв два матча.
Он завоевал несколько наград, включая Трофей Пичичи в сезоне 1958/59, а также становился чемпионом Второго и Первого дивизионов вместе с «Вальядолидом» и «Реалом» соответственно.

## Достижения

### Клубные достижение
«Реал Вальядолид»
- Второй дивизион Испании по футболу: 1958/59

«Реал Мадрид»
- Чемпионат Испании: 1964/65

### Индивидуальные награда
- Трофей Пичичи (Второй дивизион): 1958/59